# Фейад, Луи
Луи́ Фейад (также Фёйа́д фр. Louis Feuillade; 1873—1925) — французский режиссёр, сценарист.

## Биография и творчество
Родился 19 февраля 1873 года в Люнеле (департамент Эро).
В юности увлекался сочинением стихов, пьес и водевилей.
Отказался от семейного дела по продаже вин в пользу ремесла журналиста. В 1898 году, после смерти родителей, он оставил семейное дело в пользу своих братьев и уехал в Париж. Начинал как журналист в газете «Ля Круа» (La Croix), был секретарём редакции «Ревю мондиаль», актёром-любителем.
В 1905 году Фейад познакомился с директором студии Gaumont и получил заказ на сценарий фильма, а со следующего года начал работать режиссёром на этой студии, где и снял свой первый самостоятельный фильм.
Став художественным руководителем студии «Гомон», Фейад собрал хорошую труппу актёров; впоследствии она разделилась на несколько групп, работавших под руководством обученных им режиссёров.

В 1911—1913 годах снял серию фильмов «Жизнь, как она есть» («Добрые люди», «Судьба матерей», «Мост над бездной» и др.), которые напоминали романы, написанные для «добропорядочной прессы», а в программном объявлении этой серии было написано, что в ней будут показаны высокоморальные и поучительные сцены, которые «каждый может увидеть в жизни». По мнению Антониони, 
«…Луи Фейяд пытался оторваться от водевилей, от мелодрамы, от исторических фильмов, засилье·которых было в те годы. Он откровенно назвал серию своих первых лент „La vie telle qu’elle est“, тем самым как бы объявив себя сторонником реализма. Однако его „Гадюки“ и „Порок“ не имели ожидаемого успеха, и тогда Фейяд очертя голову кинулся делать „Фантомаса“, принесшего ему деньги и славу».

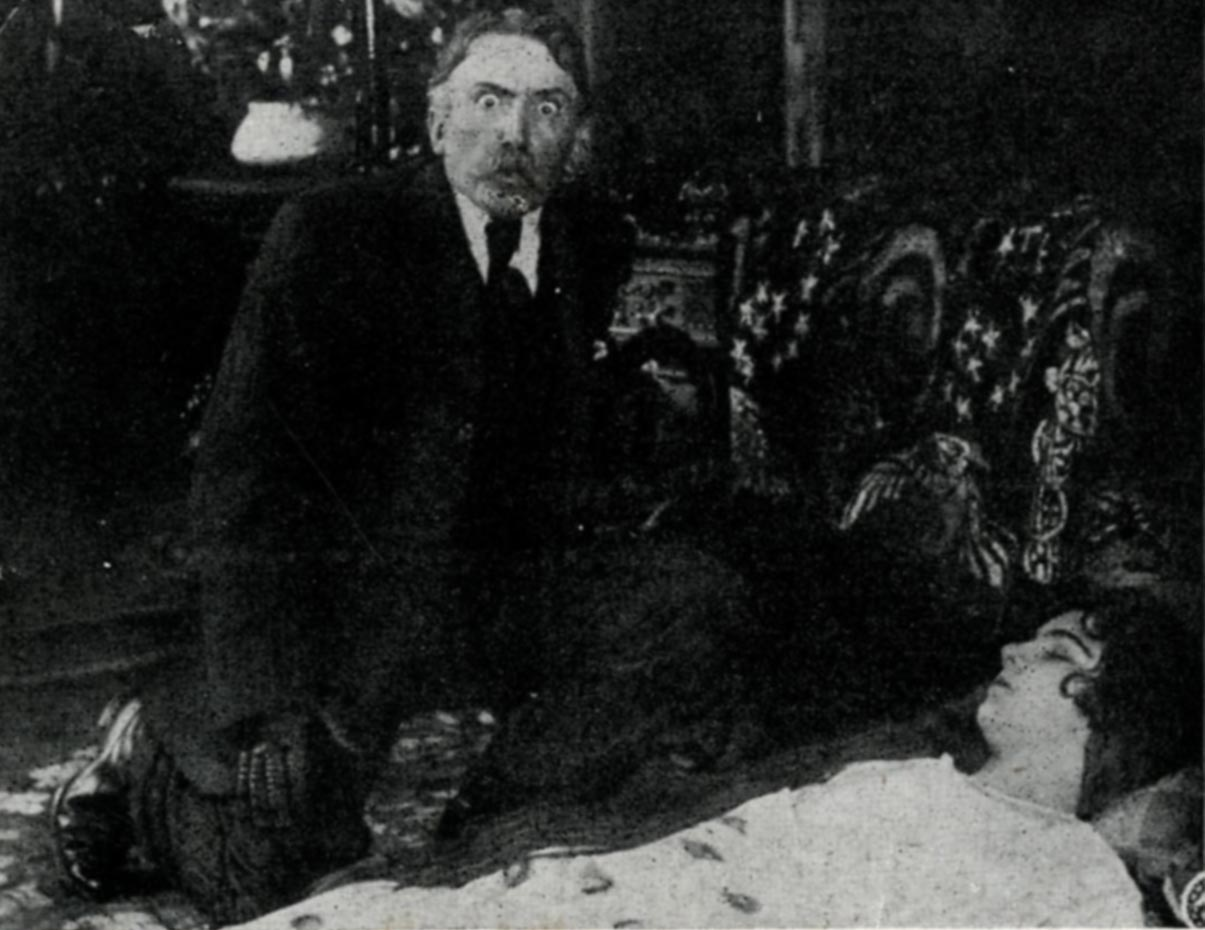
Кадр из фильма о Фантомасе

Мода на уголовные серии во Франции в то время усиливалась как в кино, так и в популярных изданиях. В 1913—1914 гг. он снял серию из пяти фильмов о Фантомасе («Фантомас», «Фантомас против Жюва», «Мертвец, который убивает», «Фантомас против Фантомаса», «Подставной судья»), решённую в жанре криминальной мелодрамы с элементами чёрного юмора. Фильмы были объединены личностями главных, а иногда и второстепенных героев, но каждая — с независимым сюжетом. Первую серию «Фантомаса» выпустили 23 апреля 1913 года, она шла больше часа, при этом цензуре подверглась знаменитая афиша фильма: из руки гиганта-злодея в цилиндре и полумаске, шагающего через уменьшённый Париж, был изъят окровавленный кинжал. Фильм сразу произвёл сенсацию; когда Рене Наварр, исполнитель Фантомаса, появлялся на улице, его тотчас окружала толпа.
Во время Первой мировой войны был мобилизован и больше года пробыл в армии. Вернувшись в 1915 году, снова стал художественным руководителем киностудий в Бельвиле. В 1915—1916 годах снял фильм в 10 эпизодах «Вампиры» с «говорящими названиями»: «Красная криптограмма», «Призрак», «Исчезновение мертвеца», «Сатана», «Составитель ядов», «Владыка грома», «Прерванный праздник», «Кровавая свадьба» и др. Сериал сделал очень популярной актрису Мюзидору, первую «роковую женщину» в истории кино. Первоначально префект полиции Лепин запретил первый эпизод, который выставил полицейских в нелепом виде, однако через неделю фильм вышел в прокат без купюр. Фейяд работал без готового сценария, что позволило Андре Базену заметить, что режиссёр понятия не имел, что «произойдёт дальше, и снимал шаг за шагом, поскольку вдохновение прибывает утром, — таким образом, и автор и зритель были в той же самой ситуации».
По этому поводу Рене Клер заметил:
Опытный ремесленник, Луи Фейад не обременял себя заботами о художественности и не утруждал себя разработкой подробного сценария. Каждый понедельник он просто раздавал своим сотрудникам лист бумаги, где в общих чертах говорилось об очередном эпизоде, который предстояло снять за текущую неделю. Отталкиваясь от этого конспекта, в процессе работы он придумывал ситуации, события и мизансцены. Я даже не поручусь, что, когда в кинотеатрах демонстрировались первые серии его фильма, он знал, что именно произойдет в последних.
Луи Арагон писал в 1918 году о «Вампирах» и актрисе: "Я готов защищать эти полицейские фильмы, которые были такими же выразителями своей эпохи, как в своё время рыцарские романы, романы «жеманные» или «вольнодумные».
Позже Фейад снимает фильмы «Жюдекс» и «Новая миссия Жюдекса», каждый из которых насчитывает более 10 эпизодов, и которые критики характеризуют как снятые в жанре киноромана, но так как возможности жанра были весьма ограниченны, то после двух этих серий режиссер стал повторяться. Луи Деллюк сурово оценивал эти картины:
«Я обвиняю Фейада не за то, каким он стал, а за то, каким он не стал. Этот человек приводит меня в отчаяние. Ведь он ближе к искусству кино, чем громадное большинство французских киноработников. Он понимает — сам того не сознавая, — что такое истинное киноискусство. Почему же у него не хватает смелости? Почему у него нет крыльев? Ведь ему было бы так легко взлететь…» (приводится Ж. Садулем).
Фейад за пределами серийных романов-фельетонов пытался работать в великосветской драме. Он снял «Прошлое Моники», «Бегство Лили», «Другой», «С повязкой на глазах», «Марионетки» (1917—1918); все эти картины прошли практически незамеченными, и он был вынужден вернуться к экранизации романов-фельетонов.
Фейад работал в различных жанрах, снимал исторические ленты («Бенвенуто Челлини»), мелодрамы и комедии, использовал библейские сюжеты («Иерусалимский слепец», «Семь смертных грехов», «Распятие Христа»), многие его фильмы характеризуют как «фантастический реализм».

По мнению Жоржа Садуля,
«Попытка Фейада создать легкую французскую кинокомедию потерпела неудачу. Он снимал свои маленькие „забавные фильмы“ за одно утро, однако такой жанр нельзя строить только на импровизации».
В общей сложности Луи Фейад снял 634 фильма, многие из них многосерийные (некоторые справочники указывают, что 800), причём к большинству из них режиссер ещё и написал сценарии. Кинематографические приёмы, впервые применённые Фейадом, получили в кино своё дальнейшее развитие.
Умер 26 февраля 1925 года в Ницце от последствий перитонита. Похоронен в родном городе на кладбище Сен-Жерар.

## Значение
Один из пионеров натурных съёмок.
Луи Фейада также называют основоположником приёма саспенс. Его «Фантомасу» приписывают первую последовательную «кульминацию». После фильмов про Фантомаса он стал популярным в кругу молодых парижских литераторов и художников (дадаистов, сюрреалистов), причём кинематографический Фантомас привлекал сюрреалистов сильнее, чем литературный. Фантомас, как и мир в представлении сюрреалистов, раздваивается и растраивается, его герои скользят по грани вымысла и реальности. Французский кинокритик межвоенной поры Жан-Шарль Мари писал: «Фантомас стал открытой дверью свободы».
Франсуа Трюффо сравнивал значение творчества Луи Фейяда для истории французского кино с ролью, которую в литературе предыдущего века сыграл Александр Дюма-отец. О нём с похвалой отзывались Ален Рене, Жан-Люк Годар, Луис Бунюэль.

## Интересные факты
- Однажды на студии получили из полицейского управления суровое внушение, так как в кинотеатрах во время самых драматических сцен неожиданно раздавались взрывы оглушительного смеха. Хотя фильмы были немыми, глухие, умевшие читать по губам, понимали слова актёров, которые, как вспоминал актёр Рене Наварр, импровизировали под руководством Фейада и разговаривали, сами придумывая диалоги: «текст наших ролей часто бывал очень смешным, а иногда и весьма непристойным».
- В прессе картины Фейада часто критиковали за чрезмерную жестокость и восхваление нравов преступного мира. Так, серию фильмов «Вампиры» обвиняли в том, что они увеличивают число преступлений. Руководство субсидировавшего их банка было недовольно этими упрёками, высказанными ему министром внутренних дел Мальви, и «Вампиры» прервали серии своих преступлений[6].
- Мюзидора (Жанна Рок) была любимой актрисой Фейада. Под его руководством она сама сняла больше десяти фильмов, а после его кончины ещё долгие годы занималась режиссурой. Последняя её работа — лента 1950 года «Магические картины», посвящённая творчеству Луи Фейада.

## Избранная фильмография
- 1906 — Папа принял слабительное
- 1907 — Чай у консьержки
- 1907 — Автомобильная катастрофа
- 1907 — Намагниченный человек

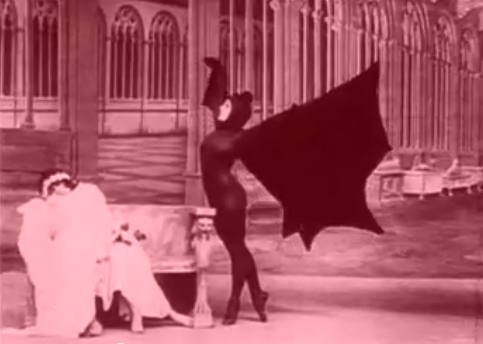
Кадр из фильма «Вампиры»

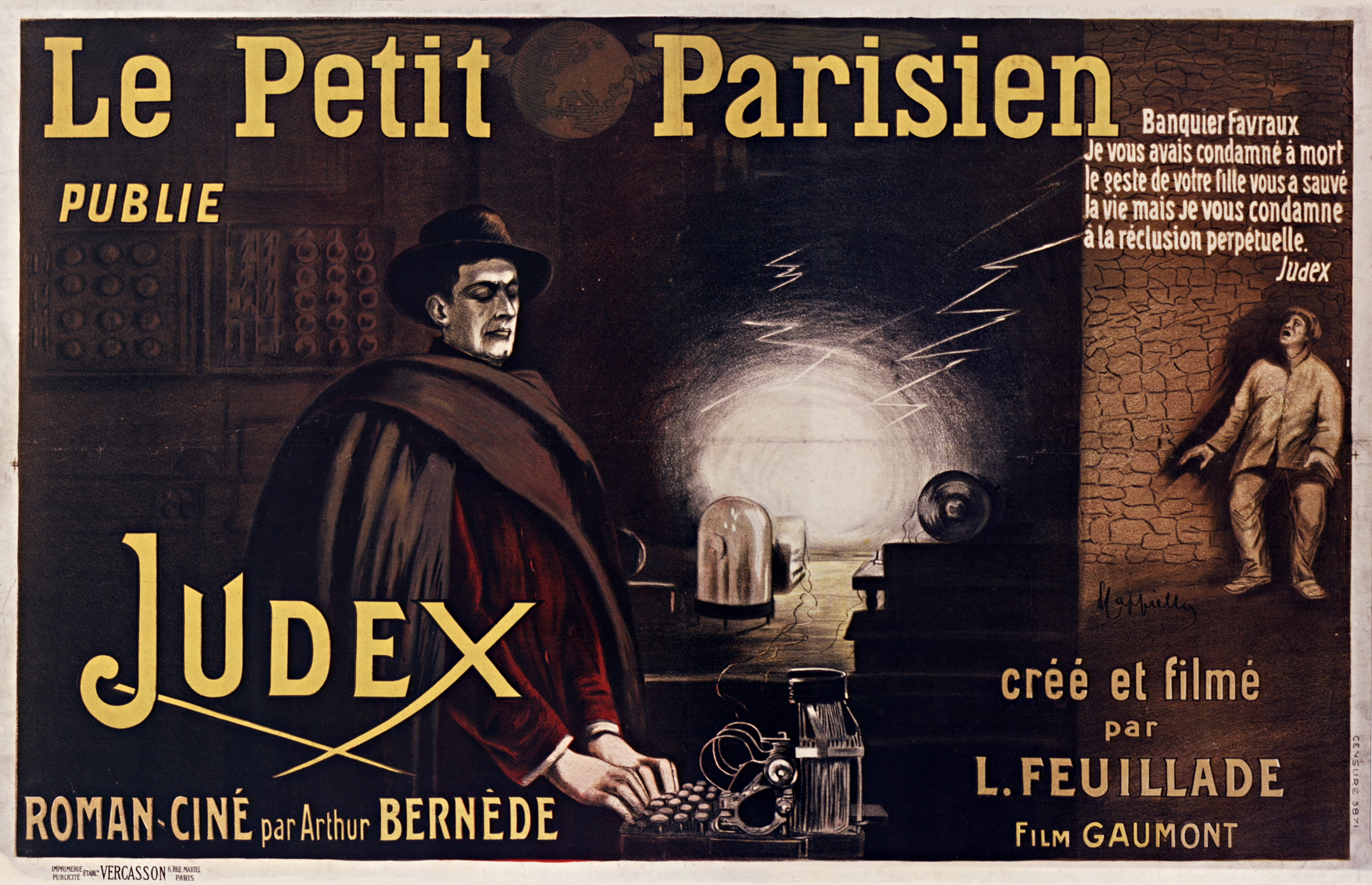
Афиша фильма «Жюдекс»

- 1909 — Приключения капитана Гаттераса / Aventures du capitaine Hatteras)
- 1912 — Христиан бросают на растерзание львам
- 1911—1913 — серия Жизнь, как она есть / La vie telle quelle est:
  - Добрые люди
  - Судьба матерей
  - Мост над бездной
- 1913—1914 — серия Фантомас / Fantomas:
  - Фантомас / Fantômas
  - Фантомас против Жюва[8](«Жюв против Фантомаса»[6]) / Juve Contre Fantômas
  - Мертвец, который убивает[8] («Мертвец-убийца»[6])
  - Фантомас против Фантомаса
  - Подставной судья[6](«Фальшивый чиновник»[8])
- 1913—1917 — серия Сцены забытой жизни / La vie drole
- 1913 — Белое платье / La robe blanche
- 1915 — Вампиры / Les vampires
- 1916—1917 — серия Жюдекс / Judex (акт. Мюзидора)
- 1916—1917 — серия Новая миссия Жюдекса / La nouvelle mission de Judex
- 1918 — Тин Мин
- 1919 — Баррабас / Barrabas
- 1920 — Две девочки
- 1921 — Сирота/ L’orpheline
- 1921 — Дети Парижа / Les deux gamines
- 1921 — Паризетта
- 1922 — Сын флибустьера / Le fils du flibustier
- 1923 — Виндикта
- 1924 — Клеймо